# Olivancillaria urceus
Espèce
Olivancillaria urceus est une espèce d'escargots de mer, un mollusque gastéropode marin carnivore de la famille des Olividae.

## Zone de répartition
Olivancillaria urceus est endémique sur les côtes d'Amérique du Sud, du Brésil à l'Uruguay.